# ケンツォ・フトマイン
ケンツォ・フトマイン（ケンゾー・ハウドメイン、Kenzo Goudmijn、2001年12月18日）は、オランダ・ホールン出身のサッカー選手。ダービー・カウンティFC所属。ポジションはMF。U-19オランダ代表。

## クラブ経歴
2012年にAZアルクマールに加入し、2018年3月16日、エールステ・ディヴィジのアルメレ・シティFC戦でヨングAZでのプロデビューを果たした。4月18日のMVVマーストリヒト戦では自身初のプロ初得点を記録し、3-1での勝利に貢献した。2018-19シーズンの5月15日、SBVエクセルシオール戦にて待望のトップチームデビューを飾った。2020年6月11日、これまでの活躍によりフトマインの才能を信じたAZは、彼との契約を2年延長し2024年までとした。
2024年7月10日、ダービー・カウンティFCに移籍した。